# Trentepohlia (Mongoma) parallela
Trentepohlia (Mongoma) parallela is een tweevleugelige uit de familie steltmuggen (Limoniidae). De soort komt voor in het Australaziatisch gebied.